# Garten + Landschaft
Garten + Landschaft ist eine deutschsprachige Fachzeitschrift für Landschaftsarchitektur und Stadtplanung.

## Geschichte
Die Fachzeitschrift ging 1948 aus dem Fachblatt Die Gartenkunst hervor, das 1890 gegründet wurde und dessen letzte Ausgabe unter diesem Titel 1944 erschien. Insofern ist Garten + Landschaft die am längsten bestehende Zeitschrift auf dem Gebiet der Landschaftsarchitektur und Stadtplanung. Schriftleiter war bis 1949 der Münchner Gartenarchitekt Alfred Reich.
Garten + Landschaft berichtet über Entwicklungen in der Landschaftsarchitektur und Stadtentwicklung und dokumentiert international relevante Projekte. Zugleich will sie zur Diskussion um die Zukunft der Landschaft und des städtischen Raums anregen. Außerdem erscheinen Interviews, Essays und Kommentare. Garten + Landschaft erscheint seit 1956 monatlich im Verlag GEORG GmbH & Co. KG (ehemals Callwey Verlag) in München. Herausgeberin ist die Deutsche Gesellschaft für Gartenkunst und Landschaftskultur.
Im Januar 2021 wurde die studierte Stadtplanerin Theresa Ramisch im Januar 2021 neue Chefredakteurin.